# سیو لو
سیو لو (به انگلیسی: Sui Lu) ژیمناست زادهٔ ۱ آوریل ۱۹۹۲ میلادی اهل کشور چین است.